# Hemerobius elatus
Hemerobius elatus är en insektsart som beskrevs av Navás 1914. Hemerobius elatus ingår i släktet Hemerobius och familjen florsländor. Inga underarter finns listade i Catalogue of Life.